# Bell Records
Bell Records fue una compañía discográfica fundada en 1952 por Arthir Shimkin, que es también el dueño de la compañía discográfica: Golden Records. La discográfica cesó en noviembre de 1974, cuando se creó la discográfica: Arista Records.

## Algunos artistas de la discográfica
- The Box Tops
- The Monkees
- The Delfonics
- Del Shannon
- The O'Jays
- David Cassidy
- Tony Orlando and Dawn

- Datos: Q4883239
- Multimedia: Bell Records / Q4883239